# Kodeks Stanów Zjednoczonych
Kodeks Stanów Zjednoczonych, U.S.C. (ang. United States Code) – skodyfikowany zbiór prawa federalnego obowiązującego w Stanach Zjednoczonych. Stworzony został w celu ułatwienia korzystania z uchwalonych przez Kongres ustaw, poprzez ich uporządkowanie i scalenie oraz naniesienie poprawek (obejmujących uchylone lub wprowadzone przepisy). Jest jednym z przejawów kodyfikacji w systemie prawnym Stanów Zjednoczonych.
Kodeks podzielono na 53 działy (tytuły), z uwzględnieniem kryterium przedmiotowego regulacji. Tytuły z kolei mogą się dzielić na podtytuły, części, podczęści, rozdziały i podrozdziały. Wszystkie tytuły składają się z sekcji (oznaczonych paragrafami).
Dokument ten publikuje Office of the Law Revision Counsel (Biuro Rady Rewizji Prawa), działające przy Izbie Reprezentantów. Od 1926 roku ogłasza się go w nowej wersji co sześć lat. Pomiędzy poszczególnymi wersjami wprowadzane są co roku uzupełnienia (obejmujące wydane w danym roku nowelizacje i ustawy).

## Poszczególne tytuły
Tytuły Kodeksu Stanów Zjednoczonych uchwalone w całości jako kompletna ustawa (należące do grupy positive law, czyli prawa stanowionego – jednak w tym przypadku to określenie ma specyficzne znaczenie) zostały zaznaczone kolorem niebieskim.
| Title 1              | General Provisions (Postanowienia ogólne)                                                                                               |
| Title 2              | The United States Congress (Kongres) |
| Title 3              | The President of the United States (Prezydent)                                                                                          |
| Title 4              | Flag of the United States and Great Seal of the United States, Seat Of Government, and the States Flaga, Wielka Pieczęć, siedziba rządu |
| Title 5              | Government Organization and Employee’s (Organizacja rządu i jego pracownicy)                                                            |
| Title 6 (pierwotnie) | Surety Bonds (Poręczenia), (uchylony) (Włączony do tytułu 31)                                                                           |
| Title 6              | Domestic Security (Bezpieczeństwo wewnętrzne)                                                                                           |
| Title 7              | Agriculture (Rolnictwo) |
| Title 8              | Aliens and Nationality (Obcokrajowcy i narodowość)                                                                                      |
| Title 9              | Arbitration (Arbitraż) |
| Title 10             | Armed Forces (Siły Zbrojne), (łącznie z Uniform Code of Military Justice - Ujednoliconym Kodeksem Wojskowym)                            |
| Title 11             | Bankruptcy (Bankructwo) |
| Title 12             | Bank’s and Banking (Banki i bankowość)                                                                                                  |
| Title 13             | Census (Spis powszechny) |
| Title 14             | Coast Guard (Straż przybrzeżna) |
| Title 15             | Commerce and Trade (Handel) |
| Title 16             | Conservation (Ochrona środowiska) |
| Title 17             | Copyrights (Prawo autorskie) |
| Title 18             | Crimes and Criminal Procedure (Przestępstwa i postępowanie karne)                                                                       |
| Title 19             | Customs Duties (Cła) |
| Title 20             | Education (Szkolnictwo) |
| Title 21             | Food and Drugs (Żywność i leki) |
| Title 22             | Foreign Relations and Intercourse (Stosunki zagraniczne)                                                                                |
| Title 23             | Highways (Autostrady) |
| Title 24             | Hospitals and Asylums (Szpitale i przytułki)                                                                                            |
| Title 25             | Indians (Indianie) |
| Title 26             | Internal Revenue Code (Kodeks podatkowy)                                                                                                |
| Title 27             | Intoxicating Liquors (Alkohole) |
| Title 28             | Judiciary and Judicial Procedure (Sądownictwo i postępowanie sądowe)                                                                    |
| Title 29             | Labor (Zatrudnienie) |
| Title 30             | Mineral Lands and Mining (Górnictwo) |
| Title 31             | Money and Finance (Pieniądz i finanse)                                                                                                  |
| Title 32             | National Guard (Gwardia Narodowa) |
| Title 33             | Navigation and Navigable Waters (Żegluga)                                                                                               |
| Title 34             | Navy (uchylony) (Marynarka wojenna) |
| Title 35             | Patents (Patenty) |
| Title 36             | Patriotic Societies and Observances (Stowarzyszenia patriotyczne)                                                                       |
| Title 37             | Pay and Allowances Of the Uniformed Services (Wynagrodzenie służb mundurowych)                                                          |
| Title 38             | Veteran’s Benefits (Zasiłki dla weteranów)                                                                                              |
| Title 39             | Postal Service (Poczta) |
| Title 40             | Public Buildings, Properties, and Works (Obiekty, własność i roboty publiczne)                                                          |
| Title 41             | Public Contracts (Zamówienia publiczne)                                                                                                 |
| Title 42             | The Public Health and Social Welfare (Opieka zdrowotna i społeczna)                                                                     |
| Title 43             | Public Lands (Nieruchomości państwowe)                                                                                                  |
| Title 44             | Public Printing and Documents (Promulgacja aktów prawnych)                                                                              |
| Title 45             | Railroads (Koleje) |
| Title 46             | Shipping (Transport morski) |
| Title 47             | Telegraphs, Telephones, and Radiotelegraphs (Telegrafy, telefony i radiotelegrafy)                                                      |
| Title 48             | Territories and Insular Possessions (Terytoria i obszary zamorskie)                                                                     |
| Title 49             | Transportation (Transport) |
| Title 50             | War and National Defense (Wojna i obrona narodowa)                                                                                      |